# Víctor Manuel Toledo Manzur
Víctor Toledo Manzur (Ciudad de México, 18 de octubre de 1945) es un académico, biólogo y funcionario mexicano que se desempeñó como secretario de Medio Ambiente y Recursos Naturales entre el 27 de mayo de 2019 y el 31 de agosto de 2020 durante la administración del presidente Andrés Manuel López Obrador.

## Biografía
Es doctor en ciencias por la Universidad Nacional Autónoma de México, fue profesor en el Instituto de Biología de la misma casa de estudios. En 1992 fundó la revista Etnoecología, pionera en el estudio sobre la relación pueblos indígenas-naturaleza.
Ha publicado más de 200 trabajos de investigación y divulgación incluyendo 12 libros y más de 40 artículos científicos. Es colaborador frecuente del periódico La Jornada.  
Fue reconocido con el Premio Nacional Medio Ambiente en 1985, el premio al Mérito Ecológico por el gobierno de México en 1999 y el Premio Luis Elizondo del Instituto Tecnológico de Monterrey en 2000.

## Secretario de Medio Ambiente
El 27 de mayo de 2019 fue nombrado Secretario de Medio Ambiente y Recursos Naturales de México por el presidente Andrés Manuel López Obrador. Renunció al cargo el 31 de agosto de 2020 a causa de su edad (casi 75 años), un problema de salud (cardiopatía), la amenaza de la pandemia de COVID-19 y una alta conflictividad social y ambiental, la cual, se debe enfrentar desde la SEMARNAT, mencionó; López Obrador agregó "estrés".

## Publicaciones
- La ecología del ejido. México. 1976
- Ecología y autosuficiencia alimentaria. México. 1985
- México: diversidad de culturas. México. 1995
- La Paz en Chiapas: Ecología, luchas indígenas y modernidad alternativa. México. 2000
- Ecología, espiritualidad y conocimiento: De la sociedad del riesgo a la sociedad sustentable. México. 2003
- Ecocidio en México. La batalla final es por la vida. México. 2015. 6073135173, 9786073135177